# Styx: Shards of Darkness
Styx: Shards of Darkness (в переводе с англ. — «Стикс: Осколки тьмы») — компьютерная игра в жанре stealth-action, разработанная Cyanide Studio и выпущенная Focus Home Interactive для игровых платформ Microsoft Windows, PlayStation 4 и Xbox One 14 марта 2017 года. Игра является продолжением Styx: Master of Shadows 2014 года.

## Игровой процесс
Как и Styx: Master of Shadows, Styx: Shards of Darkness — игра в жанре stealth-action и ориентирована на избежание обнаружения игрока противниками. В игре присутствует 4 уровня сложности: исследователь; просвещённый; гоблин; мастер, которые изменяют скорость обнаружения врагами игрока, наносимые ими повреждения и др., также на сложности «Гоблин» игрок теряет возможность отбиваться от врагов в ближнем бою, а на сложности «Мастер» — сохраняться во время игры. Поставленную задачу игрок может выполнить обширным количеством способов, различным образом обходя или устраняя противников с помощью умений персонажа. В случае обнаружения противниками игрока он может либо попытаться убежать и скрыться от них, либо попытаться от них отбиться и вступить с ними в бой: убить противников возможно лишь после парирования их атак. Разные типы противников имеют уникальные свойства, например, гномы могут учуять персонажа по запаху, а тарабисы слепы, но обладают очень хорошим слухом. У Стикса есть несколько способностей: он может создавать клонов, которых может использовать для отвлечения противников, попадания в недоступные места и в качестве дымовой шашки, становиться невидимым и получать с помощью янтарного зрения полезную для игрока информацию.
Игрок имеет возможность менять своё снаряжение, которое он может либо создать из найденных на локациях материалов, либо непосредственно найти во время миссий. Снаряжение можно разделить на два типа: расходуемое, к которому относятся, например, зелья и дротики, и нерасходуемое, к которому относятся кинжалы и одежда. Последнее (за исключением начального) имеет по одному бонусу и по одному штрафу.
После завершения миссии (часть — в течение) игрок получает очки, количество которых зависит от того, выполнял ли игрок побочные задания, и медалей, которые делятся на золотые, серебряные и бронзовые, полученных им за миссию (скорость — за скорость прохождения миссии, тень — за количество обнаружений игрока, милосердие — за количество убитых врагов, вор — за количество собранных жетонов), в будущем игрок их может использовать в определённых местах для улучшения своих способностей. Между миссиями игрок попадает в убежище, где он может создавать снаряжение и изучать новые способности (что возможно в некоторых местах и во время миссий), а также перепройти пройденные ранее уровни и сменить снаряжение. Система навыков в игре разделена на 5 ветвей: скрытность (отвечает за способность к скрытному передвижению и невидимость); клонирование (отвечает за клонов); восприятие (отвечает за янтарное зрение и способность замечать некоторые вещи без его использования); убийство (отвечает за боевые способности Стикса и способы скрытных убийств); алхимия (отвечает за создание предметов). В каждой ветви есть по 2 особых навыка, для изучения которых необходим кусок чистого кварца — предмет, который иногда можно найти во время миссий, причём изучен может быть только один навык: изучение одного блокирует изучение другого.

## Сюжет
После разрушения Башни Акенаша гоблины быстро распространились по миру, для противодействия им были организованы специальные отряды, включая играющий роль в сюжете отряд М.Я.С.О.Р.У.Б.К.А. Действие игры начинается в Тобене, где Стикс, единственный в своём роде разумный и говорящий гоблин, по пути в убежище по наводке делового партнёра Эфрона крадёт зарплату стражников. После встречи с Эфроном Стикс попадает в ловушку, подстроенную капитаном отряда М.Я.С.О.Р.У.Б.К.А Хелледрин. Но командир охотников не хочет убивать Стикса, вместо этого предлагая ему проникнуть на корабль посла и выкрасть некий посох. В награду она обещает Стиксу янтарь (волшебное вещество), на что гоблин сразу соглашается.
Однако попытка кражи посоха оборачивается провалом — эльф-оборотень успевает украсть его первым.
Стиксу удаётся скрыться и рассказать обо всём Хелледрин. Гоблин и охотница, каждый по своим причинам, вместе решают проникнуть на встречу в закрытом городе тёмных эльфов Коррангаре, в качестве пропуска на которую и был нужен посох. Стикс первым попадает в город, крадёт доспехи местной стражи и пропуск для Хелледрин, попутно узнав, что эльфа-оборотня зовут Джарак и он бунтовщик, который противится верховной жрице. На встрече оказывается, что Жрица предлагает людям, гномам и оркам особые кристаллы (именуемые кварцем), которые позволяют управлять гоблинами. Во время встречи Стикс и Хелледрин решают вычислить эльфа-оборотня, исследовав комнаты других приглашённых гостей, что им удаётся — Джарака ранят и начинают преследовать.
Стикс успевает его догнать, однако оставляет Джарака в живых, перед этим выведав у него информацию о кварце.
На корабле Хелледрин пытается понять, для чего это всё нужно жрице, а Стикс решает отправиться в шахты за кристаллом. Пробравшись через подземные ходы, населённые тарабисами — гигантскими насекомыми, мутировавшими от контакта с янтарём, он сталкивается с королевой тарабисов, убивает её, похищает её кристалл, но его замечает эльфийская охрана. Из-за несдержанности Стикса эльфы узнают, что королеву жуков убил особенный говорящий гоблин.
По этой причине все выходы из Коррангара заблокированы, и Хелледрин предлагает выдать Стикса за обычного гоблина и затем сбежать через Вилдоран, Деревню охотников на гоблинов.
Успешно выбравшись из ямы, где содержались другие пойманные гоблины, Стикс на барже попадает в Вилдоран.
В поисках путей отхода из деревни гоблин встречает Эфрона (по желанию можно освободить его и вернуться в Тобен на дирижабле).
По возвращении в Тобен Стикс и Хелледрин узнают, что власть в Мясорубке была захвачена её помощниками вместе со всеми запасами янтаря. Пока Хелледрин топит свою горечь поражения на дне бутылки, Стикс отправляется мстить. Убив узурпаторов, которые к тому же теперь пользуются посохами контроля над гоблинами, Стикс возвращается к себе в логово, находит там связанную Хелледрин и попадает в ловушку, подстроенную эльфами. Придя в себя на ритуале посвящения, связанный Стикс, после того как некто неизвестный метает в верёвку нож, высвобождается, незаметно проходя испытания молодых эльфов, на одном из них обнаружив запертую в клетке Хелледрин (на выбор игрока можно спасти её или бросить).
Покидая храм, Стикс вновь встречается с Джараком, который рассказывает настоящую подоплёку альянса между тёмными эльфами и другими расами. Кристаллы позволяют управлять не только гоблинами, но и всеми существами, в крови которых течёт янтарь. Именно поэтому Жрица принуждает своих эльфов пить янтарь, что не нравится Джараку, и именно благодаря этому эльфы смогли найти логово Стикса. Кварцевые кристаллы жрице поставляют гномы. Стикс соглашается помочь Джараку расстроить отношения между гномами и эльфами. Для этого они решают убить посла гномов, подставив эльфов. Успешно выполнив задачу, Стикс попутно может расправиться с бывшим хозяином Башни Акенаша Барименом. Среди прочих вещей Стикс нашёл у посла чертежи некоей машины, которую для эльфов построили гномы.
Выяснив, что машина, изображённая на чертежах, производит янтарь для эльфов, Джарак предлагает устроить саботаж и взорвать машину, для чего Стикс, хоть и без особого желания, с успехом крадёт взрывчатку. В процессе минирования лаборатории Стикс узнаёт, для чего эльфы скупали гоблинов — машина производила янтарь из их крови, прогоняя через смертоносный конвейер. Устроив взрыв, Стикс и Джарак планируют бежать, но выход из Коррангара оказывается заблокирован големом гномов, который они предварительно оставили в городе. Джарак предлагает убить монстра выстрелами из двух баллист, но сделать это удаётся лишь Стиксу (эльф в процессе оказался под завалом). После победы над големом Стикс видит, что кто-то пытается покинуть город на его корабле, но он догоняет корабль и видит, что за штурвалом стоит Джарак.

## Разработка
14 октября 2015 года в сети появились новости что компания Focus Home Interactive и разработчик Cyanide Studio объявили продолжение игры Styx: Master of Shadows. Первоначально дата выхода игры планировалась на 2016 год, однако позднее дата выпуска игры перенесена на первый квартал 2017 года. Разработчики объяснили, что причина такого решения — смена устаревшего игрового движка Unreal Engine 3 на более актуальный Unreal Engine 4. Официальный выпуск игры состоялся 14 марта 2017 года.

## Рецензии и оценки
| Сводный рейтинг       | Сводный рейтинг                                 |
| Агрегатор             | Оценка                                          |
| --------------------- | ----------------------------------------------- |
| GameRankings          | - (PC) 75,00 % - (PS4) 71,32 % - (XONE) 73,33 % |
| Metacritic            | (PC) 74/100 (PS4) 75/100 (XONE) 74/100          |
| Иноязычные издания    |                                                 |
| Издание               | Оценка                                          |
| Destructoid           | 7/10                                            |
| GameRevolution        | [ 9 ]                                           |
| GameSpot              | 6/10                                            |
| IGN                   | 7,8/10                                          |
| PC Gamer (US)         | 79/100                                          |
| Русскоязычные издания |                                                 |
| Издание               | Оценка                                          |
| 3DNews                | 8/10                                            |
| PlayGround.ru         | 8/10                                            |
| Riot Pixels           | 53/100                                          |
| StopGame.ru           | Похвально                                       |
| «Игромания»           | 7/10                                            |
| «Игры Mail.ru»        | 7,5/10                                          |
| «Канобу»              | 5/10                                            |
| Stratege              | 75/100                                          |
| GameGuru.ru           | 8/10                                            |

Игра Styx: Shards of Darkness получила преимущественно положительные оценки игровых ресурсов. Версия для PC получила оценку в 75,00 % на GameRankings и 74 балла из 100 возможных на Metacritic. Версия для PlayStation 4 получила оценку в 71,32 % на GameRankings и 75 баллов из 100 возможных на Metacritic. Версия для Xbox One получила оценку в 73,33 % на GameRankings и 74 балла из 100 возможных на Metacritic.
Зои Хоукинс из редакции издания Critical Hit положительно отозвалась об игре и отметила, что «несмотря на то, что Styx: Shards of Darkness не самая лучшая игра в жанре стелс, она предлагает много веселья и уникальный игровой процесс».
По мнению большинства критиков, к слабым сторонам игры можно отнести не самую увлекательную боевую систему и не развитый искусственный интеллект противников, в то время как достоинствами игры рецензенты выделяют наличие юмора и неплохой дизайн уровней.
В 2018 году Styx: Shards of Darkness заняла второе место в номинации «Стелс года 2017» по мнению сайта Игромания.ру
Летом 2018 года, благодаря уязвимости в защите Steam Web API, стало известно, что точное количество пользователей сервиса Steam, которые играли в игру хотя бы один раз, составляет 142 380 человек.